# Yakovlev Yak-25 (1947)
O Yakovlev Yak-25 foi uma aeronave militar soviética, um caça com motor turbojato projetado pela OKB Yakovlev. A designação foi posteriormente reutilizada para outro projeto de interceptador. Após uma diretiva do Conselho de Ministros emitida em 11 de março de 1947, a OKB-115 rapidamente produziu o Yak-25 similar no antecessor Yak-19, mas equipado com um motor Rolls-Royce Derwent V, trazendo consigo uma série de inovações em caças soviéticos, tais como uma cabine de pilotagem pressurizada, ar-condicionado, canopi ejetável e freios hidráulicos na fuselagem, dentre outras.

## Desenvolvimento
O Yak-25 seguiu de perto o projeto do Yak-19. A asa reta, apesar de similares em seu plano, eram maiores e muito mais finas, utilizando seções de fluxo laminar. Os flaps CAHI também eram hidráulicos. O estabilizador vertical era um tanto diferente do Yak-19, sendo colocado a 40° no bordo de ataque, enquanto que o estabilizador horizontal ficava a 35 graus.
O motor Derwent V foi alocado atrás da parte central da fuselagem em uma maneira similar ao Yak-19. Apesar da fuselagem possuir uma seção cruzada não circular, diferente do Yak-29, uma divisória dupla similar logo atrás da asa permitia que a parte traseira da fuselagem fosse completamente removida, dando acesso ao motor para remoção ou manutenção. O trem de pouso era muito similar ao do Yak-19.
A cabine de pilotagem era muito similar aos primeiros jatos soviéticos, apesar de o Yak-25 possuir um sistema de pressurização baseado na sangria de ar do motor. O canopi único era motorizado. O párabrisa à prova de balas possuía uma espessura de 57 mm, enquanto 8 mm de blindagem protegiam o piloto por trás. O assento ejetor era uma melhoria em relação ao Yak-19. O armamento também foi melhorado, contando com três canhões NR-23, cada um com 75 disparos.

## Testes
O Yak-25-I recebeu o desginativo "amarelo 15", com um número "2" pintado no leme. Foi testado pela fábrica entre 31 de outubro de 1947 e 3 de julho de 1948, sendo voado por Anokhin.
Os testes de voo foram rapidamente sendo realizados, demonstrando que o Yak-25 era fácil de voar, possuindo um desempenho e manobrabilidade excepcionais para uma aeronave de asa reta. Infelizmente, logo tornou-se claro que a seção de fluxo laminar utilizada na cauda era totalmente imprópria para a aeronave, com buffetings extremamente severos na velocidade de 500 km/h. O piloto de testes L.L. Selyakov reportou que o buffeting era tão severo, que foi jogado dentro da cabine de comando, batendo sua cabeça no canopi, além de todas as agulhas de indicação caírem dos instrumentos. Para resolver este problema, a cauda foi substituída por uma que utilizava uma seção de aerofólio NACA 004. Ainda pior, ambos seus rivais, o Lavochkin La-15 e o MiG-15 tinham um desempenho superior. O Mig-15 foi selecionado para produção em massa. A Yakovlev nunca mais foi capaz de produzir um caça monomotor superior à aeronaves rivais vindas da Mikoyan, nem também a Lavochkin. O desenvolvimento da aeronave foi suspenso, mas dois destes protótipos foram utilizados para testes e outros desenvolvimentos.
O Yak-25 não chegou a receber uma designação da ASCC ou da Força Aérea dos Estados Unidos apesar de ter sido de conhecimento do ocidente à época.

## Trabalho experimental
Um novo projeto, substituindo a asa reta com uma de 35º de angulação, foi realizado com a designação Yak-30.

### Yak-25E
O Yak-25E (em russo:  Eksperimentalnyi) foi o Yak-25-I especialmente modificado para ser rebocado pelo Tupolev Tu-4. Isto foi a resposta à proposta de uma aviação de longo alcance, solicitando um método de rebocar caças de curto alcance, projeto designado Burlaki (transportador de barcaça).
A aeronave de produção utilizaria motores Klimov RD-500.
No mesmo momento que os soviéticos estavam desenvolvendo o Yak-25E, a Força Aérea dos Estados Unidos estava testando um sistema similar conhecido como Projeto FICON. O sistema norte-americano utilizaria um F-84 modificado ou um XF-85. As primeiras tentativas foram colocando dois caças nas pontas de asa dos bombardeiros. Em planos posteriores, apenas uma aeronave parasita seria carregada internamente na "barriga" de um B-36.